# Neogene albescens
Neogene albescens är en fjärilsart som beskrevs av Clark 1929. Neogene albescens ingår i släktet Neogene och familjen svärmare. Inga underarter finns listade i Catalogue of Life.